# Manghit
Pour les articles homonymes, voir Mangudaï.
La maison des Manghit (en mongol: Mangγud; en chinois: 忙忽惕 (mánghūtì); en persan: منکقوت (Mankqūt)), (parfois écrit Mangit), étaient une maison aristocratique mongole, dirigeant le royaume des Urud-Mangudaï. Ses membres sont appeler les Mangudaï.

## Origine
Selon des sources anciennes, ils seraient issus de la Maison Qiyad. Les Manghuds et les Uru'uds étaient des peuples guerriers du plateau mongol. Certains guerriers Manghud notables ont soutenu Gengis Khan, tandis qu'un groupe d'entre eux a résisté à son accession au pouvoir.

## Empire Mongol
Lorsque l'Empire mongol a commencé à s'étendre vers l'ouest, le peuple Manghud s'est répandu vers l'ouest, au Moyen-Orient. Dans la Horde d'Or, les Manghuds ont soutenu Nogai (mort en 1299) et ont établi leur propre état semi-indépendante des khans de Sarai.
Après la mort de Nogai en 1299, la majorité des guerriers Manghud rejoignirent le service de Tokhta Khan. Leur prince Edigu, le puissant seigneur de guerre de la Horde d'Or, fonda officiellement la Horde Nogai ou Horde Manghit aux XIVe et XVe siècles. Les historiens turcs enregistreraient leur nom comme Manghit ou Nogais, par opposition à l'original Manghud ou Mangudai.
Au début du XVIIe siècle, les Kalmouks ou Oirats ont migré des steppes du sud de la Sibérie sur les rives de l'Irtych vers la région de la Basse Volga vers 1630. Les Kalmouks ont expulsé les Nogais qui ont fui vers les plaines du nord du Caucase et en Crimée sous l'Empire ottoman. Quelques-uns d'entre eux ont rejoint le Khanat kazakh dans le cadre du Petit jüz.

## Emirat de Boukhara
Les Manghits avaient été installés par Gengis Khan autour de la ville de Qarshi. Qarshi continuerait à servir de base de pouvoir aux Manghits sous le khanat de Boukhara. Au XVIIIe siècle, les bassins de l'Amou-Daria et du Syr-Daria passèrent sous le contrôle de trois khanats ouzbeks, revendiquant une légitimité dans leur descendance de Gengis Khan. Il s'agissait, d'ouest en est, des Qunggirats basés à Khiva dans le Khwārezm (1717-1920), des Mangits à Boukhara (1753-1920) et des Ming à Kokand (Qǔqon ; vers 1710-1876).
La dynastie Manghit a été fondée par une famille ouzbèke commune qui a dirigé l'émirat de Boukhara de 1785 à 1920. Le pouvoir des Manghit dans le khanat de Boukhara a commencé à croître au début du XVIIIe siècle, en raison de la position de l'émir comme ataliq du khan. La famille est effectivement arrivée au pouvoir après la mort de Nader Shah en 1747 et l'assassinat du dirigeant Abu al-Fayz Khan et de son jeune fils Abdalmumin par l'ataliq Muhammad Rahim Bi.

De 1747 aux années 1780, les Manġits ont gouverné dans les coulisses, jusqu'à ce que l'émir Shah Murad se déclare le dirigeant ouvert, établissant l'émirat de Boukhara. Le dernier émir de la dynastie, Mohammed Alim Khan, fut évincé par l'Armée rouge soviétique en septembre 1920 et s'enfuit en Afghanistan. Il existe un désaccord quant à savoir si la dynastie descend de simples Ouzbeks ou si elle est d'origine véritablement mongole. Selon l'orientaliste russe N.V. Khanykova, la dynastie Manġit était considérée comme la plus ancienne famille ouzbèke du khanat de Boukhara descendant de Timur Malik; de la division dont les tuk sont issus la dynastie régnante, en outre, ce clan jouissait de certains privilèges particuliers.

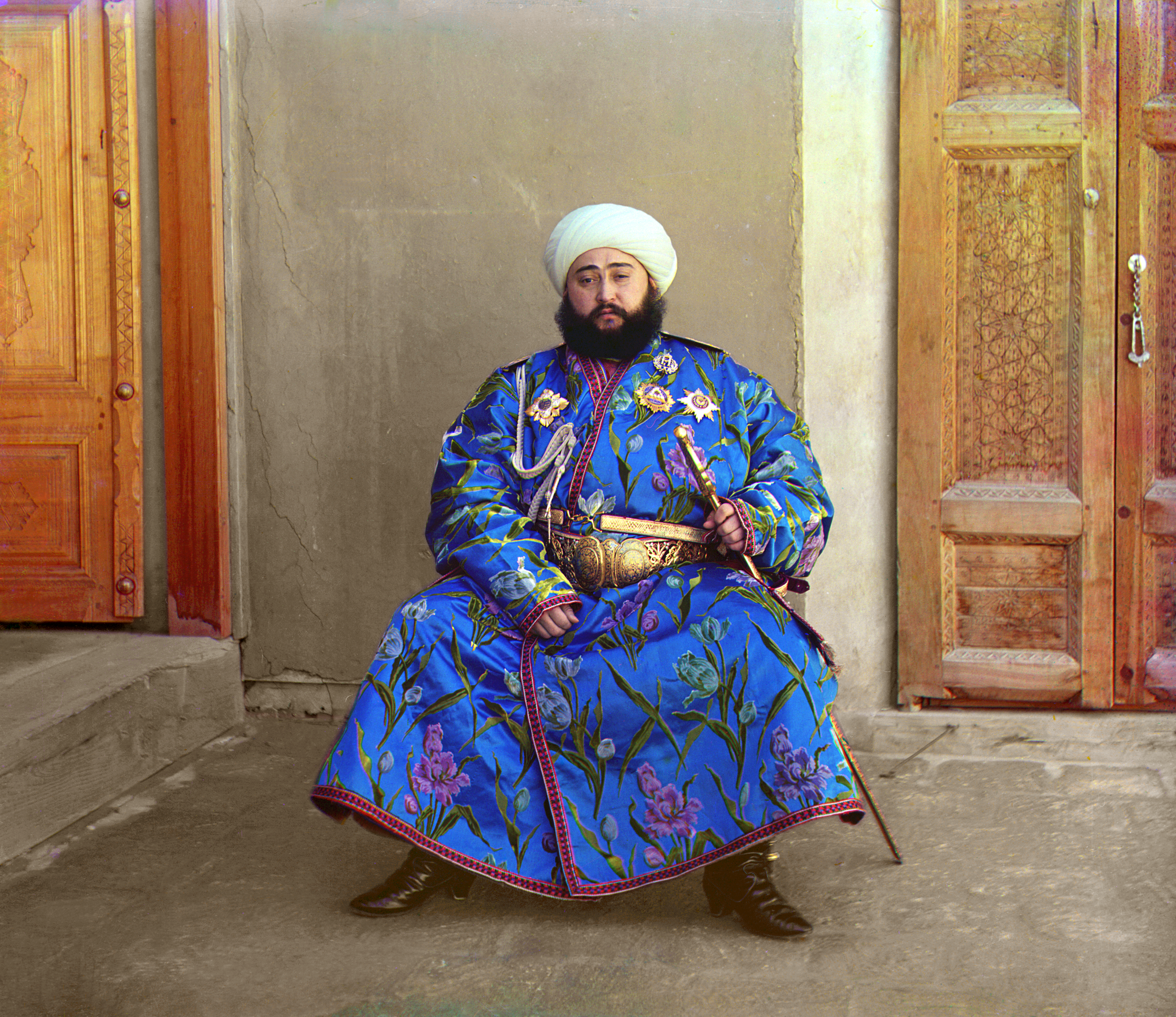
Portrait d'Alim Khan (1880-1944), émir de Boukhara, prise en 1911.

La dynastie Manghit a émis des pièces de monnaie de 1787 jusqu'à la prise de pouvoir soviétique.

## Genealogie
Leurs descendants vivent dans différentes régions de l'ancien Empire mongol.

## Dans la culture populaire

### Jeux vidéo
Le Mangudaï est une unité mongole dans le jeu vidéo Age of Empires II: The Age of Kings.